# Etničke grupe Somalije
Etničke grupe Somalije: 9,313,000 stanovnika (UN Country Population; 2009)
- Afar	54,000
- Amhara, Ethiopian	59,000
- Arapi (opčenito)	1,100
- Arab, Omanski	22,000
- Arapi, Ta'izz-Adeni	59,000
- Baludži, južni	5,400
- Boni, Aweera	200
- Britanci	60
- Dabarre	36,000
- Digil-Rahawiin	790,000
- Francuzi 300
- Garre	161,000
- Indopakistanci	5,400, govore gudžaratski
- Jiiddu	40,000
- Mushunguli	50,000
- Oromo, južni	55,000
- Oromo, Tulama	5,400
- Somalci	7,838,000
- Swahili, Bantu	27,000
- Talijani	500
- Tunni	40,000[1]